# Lennie Gallant
Lennie Gallant est un auteur-compositeur-interprète canadien de l'Île-du-Prince-Édouard.
Lennie Gallant est né  à North Rustico, dans l'Île-du-Prince-Édouard. Il écrit sa première chanson à l'âge de 13 ans et joue au sein de nombreux groupes de musique folk et celtique tout en occupant divers emplois.
Son premier album sort en 1988 et son début de carrière se fait uniquement en anglais. Ce n'est qu'en 2002 qu'il renoue avec ses racines acadiennes et sort son premier album en français.

## Récompenses
- Ordre du Canada : 2003
- Prix Juno : 2 en 1992, 1 en 2007
- 15 prix East Cost Music

## Albums
- 1988 : Breakwater
- 1991 : Believing in Better
- 1994 : The Open Window
- 1997 : Lifeline
- 2000 : Lennie Gallant Live
- 2002 : Le Vent Bohème (The Gypsy Wind)
- 2005 : When We Get There
- 2009 : If We Had A Fire